# 미야시로정
미야시로정(일본어: 宮代町 미야시로마치[*])은 일본 사이타마현 동부 중앙에 위치한 미나미사이타마군의 정이다. 가스카베시와 합병 예정이였지만 반대가 심하여 합병은 무산되었다.
정내에는 도부 동물공원이 있다.

## 지리
사이타마현의 동부 중앙에 위치하고 남북으로 긴 정역을 가진다. 도부 이세사키선이 정 서부를 따라 달리고 닛코선이 정내의 도부 도부쓰코엔역을 기점으로 도치기, 닛코 방면으로 달린다. 정 중앙부에는 도부 동물 공원과 일본 공업 대학이 있다.

## 역사
고대부터 중세까지는 시모사국 가쓰시카군에 속했다.
- 1889년 4월 1일 - 미나미사이타마군 몬마촌, 스가촌이 성립하였다.
- 1955년 7월 20일 - 미나미사이타마군 몬마촌과 스가촌이 합병해 미야시로정이 되었다.

## 인구
| 연도 | 인구   | ±%     |
| ---- | ------ | ------ |
| 1920 | 6,836  | —      |
| 1930 | 7,116  | +4.1%  |
| 1940 | 7,584  | +6.6%  |
| 1950 | 10,463 | +38.0% |
| 1960 | 11,115 | +6.2%  |
| 1970 | 16,656 | +49.9% |
| 1980 | 29,537 | +77.3% |
| 1990 | 33,837 | +14.6% |
| 2000 | 35,193 | +4.0%  |
| 2010 | 33,636 | −4.4%  |

## 교통

### 철도
- 도부 철도
  - 이세사키선
  - 닛코선